# Lonchodes praon
Lonchodes praon är en insektsart som beskrevs av John Obadiah Westwood 1859. Lonchodes praon ingår i släktet Lonchodes och familjen Phasmatidae. Inga underarter finns listade i Catalogue of Life.